# Otto Schniewind
Otto Schniewind (14 décembre 1887 - 26 mars 1964) est un Generaladmiral de la Kriegsmarine durant la Seconde Guerre mondiale. Pour sa bravoure au combat et ses commandements couronnés de succès, il se voit décerner la Croix de chevalier de la Croix de fer en 1940.

## Biographie
Schniewind entra dans la Marine impériale allemande en 1907 comme cadet. Pendant la Première Guerre mondiale, il servit comme commandant de torpilleurs. Lorsque la flotte allemande se rendit aux Britanniques, il commandait une escadre de torpilleurs, qu'il fit participer au sabordage de la flotte allemande à Scapa Flow, à la suite de quoi il fut fait prisonnier par les Britanniques.
Après avoir été libéré, Schniewind continua à servir dans la Reichsmarine. De 1925 à 1926 il fut adjoint du ministre de la guerre Otto Gessler. En 1932 Schniewind devint capitaine du croiseur léger Köln. En 1934 Schniewind fut nommé à une autre fonction administrative. Il fut promu contre-amiral en 1937 et vice-amiral en 1940. Il fut chef d'état-major de la Seekriegsleitung (en) de 1938 à 1941. Après le naufrage du Bismarck Schniewind fut nommé successeur de Günther Lütjens qui avait péri avec le navire. En 1943 Schniewind devint commandant des Marinegruppenkommandos (de) Nord . Le 1er mars 1944, Schniewind fut promu Generaladmiral. Le 30 juillet 1944 Schniewind fut relevé de son commandement et n'obtint pas d'autre poste durant le reste de la guerre.
Après la guerre, il fut arrêté et accusé au procès du Haut Commandement militaire pour son rôle dans l'invasion de la Norvège (opération Weserübung), mais il fut acquitté, puis il fut remis en liberté. De 1949 à 1952 il fit partie de l'équipe historique de la marine à Bremerhaven.